# Connarus steyermarkii
Connarus steyermarkii är en tvåhjärtbladig växtart som beskrevs av Ghillean `Iain' Tolmie Prance. Connarus steyermarkii ingår i släktet Connarus och familjen Connaraceae. Inga underarter finns listade i Catalogue of Life.